# Chelonoidis denticulata
Chelonoidis denticulata là một loài rùa trong họ Testudinidae. Loài này được Linnaeus mô tả khoa học đầu tiên năm 1766.

## Hình ảnh

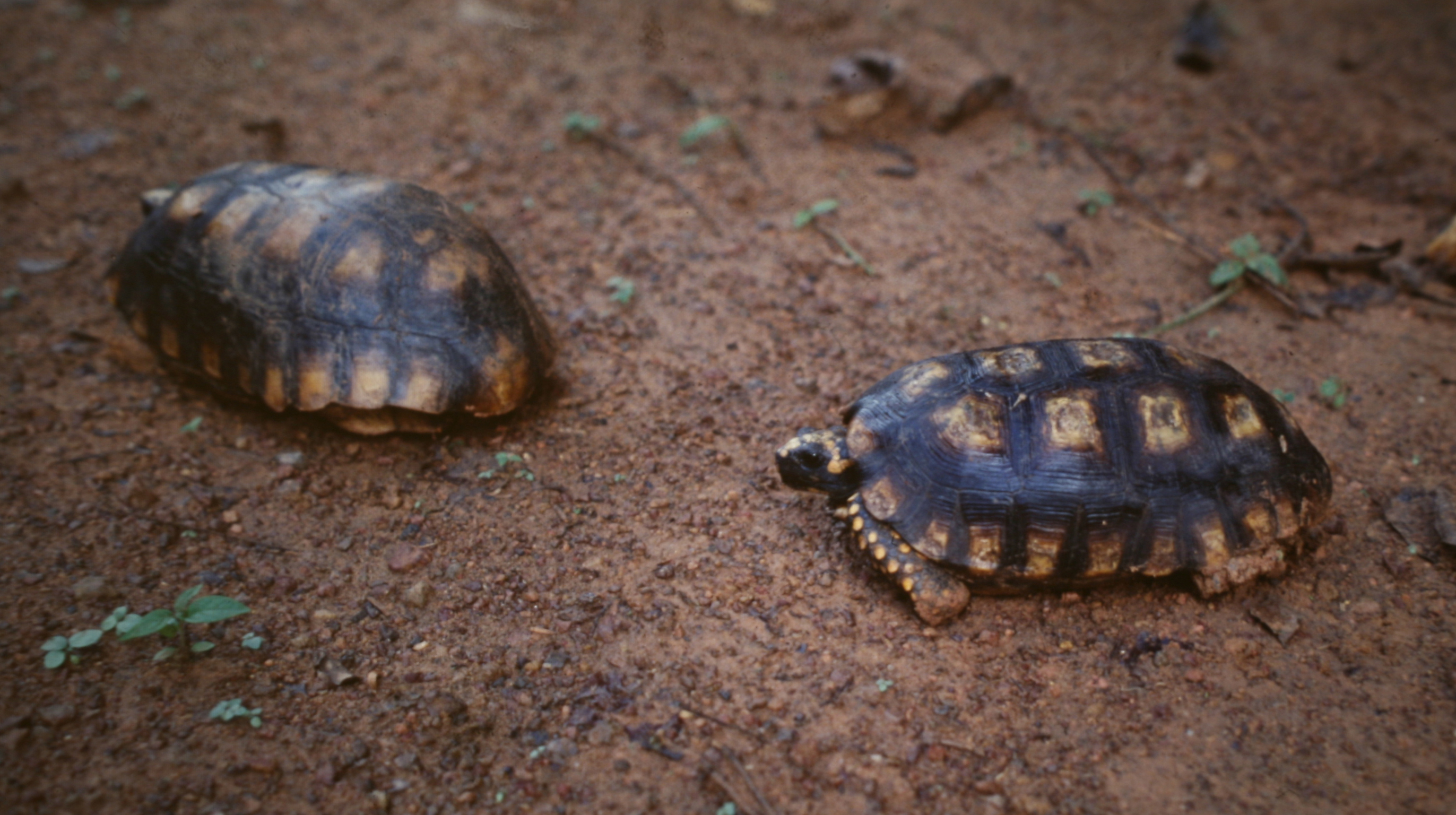
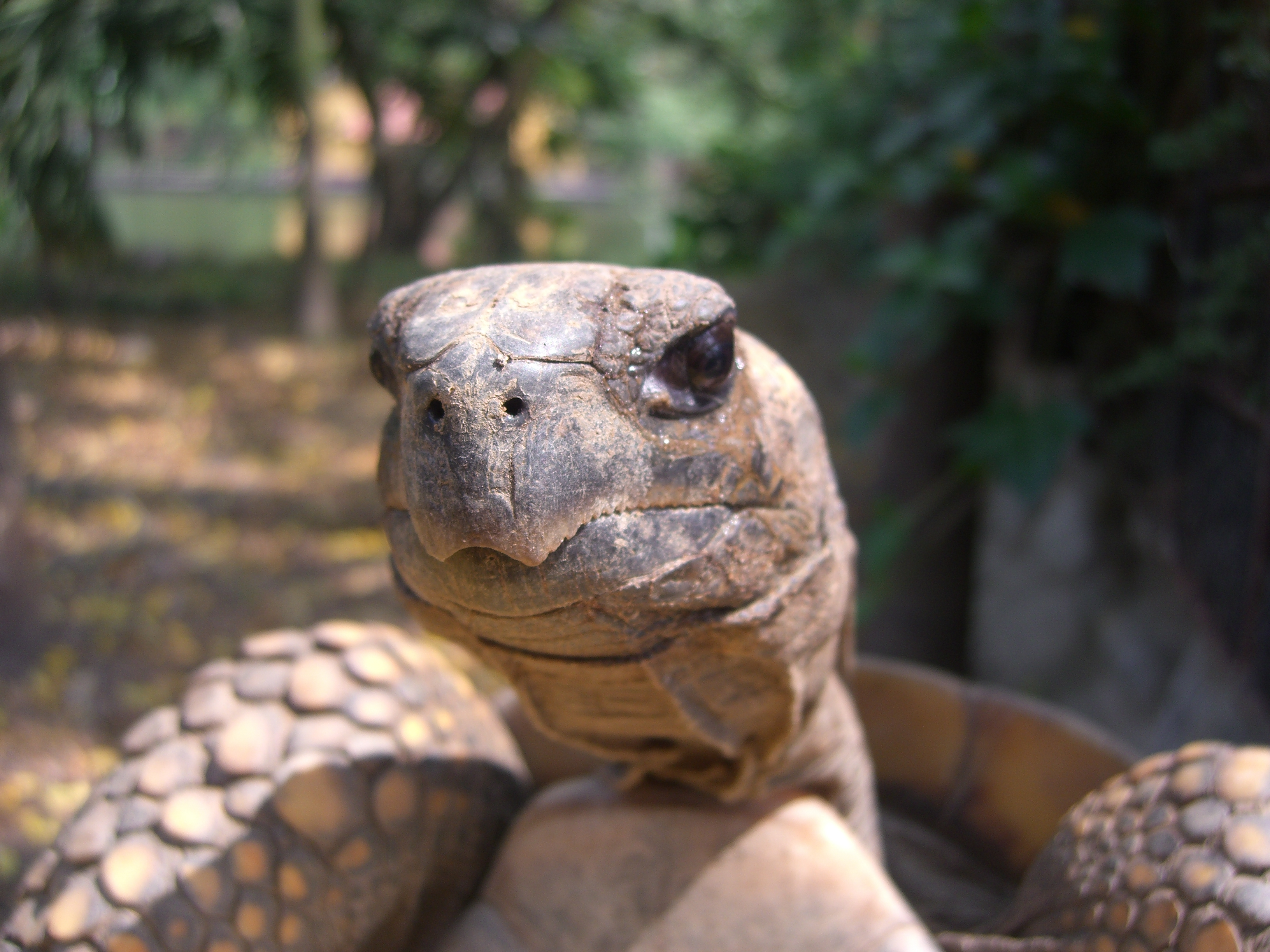
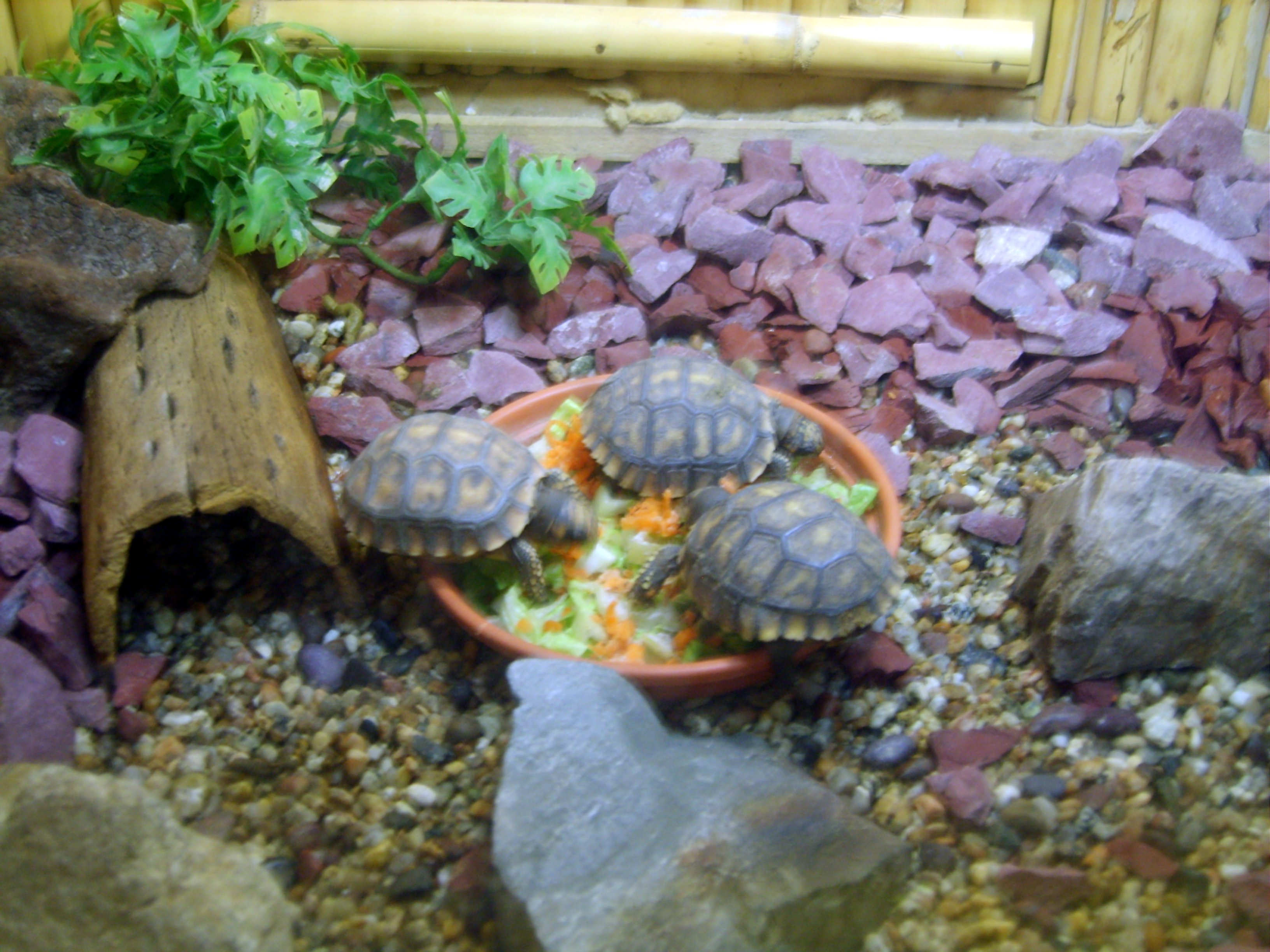
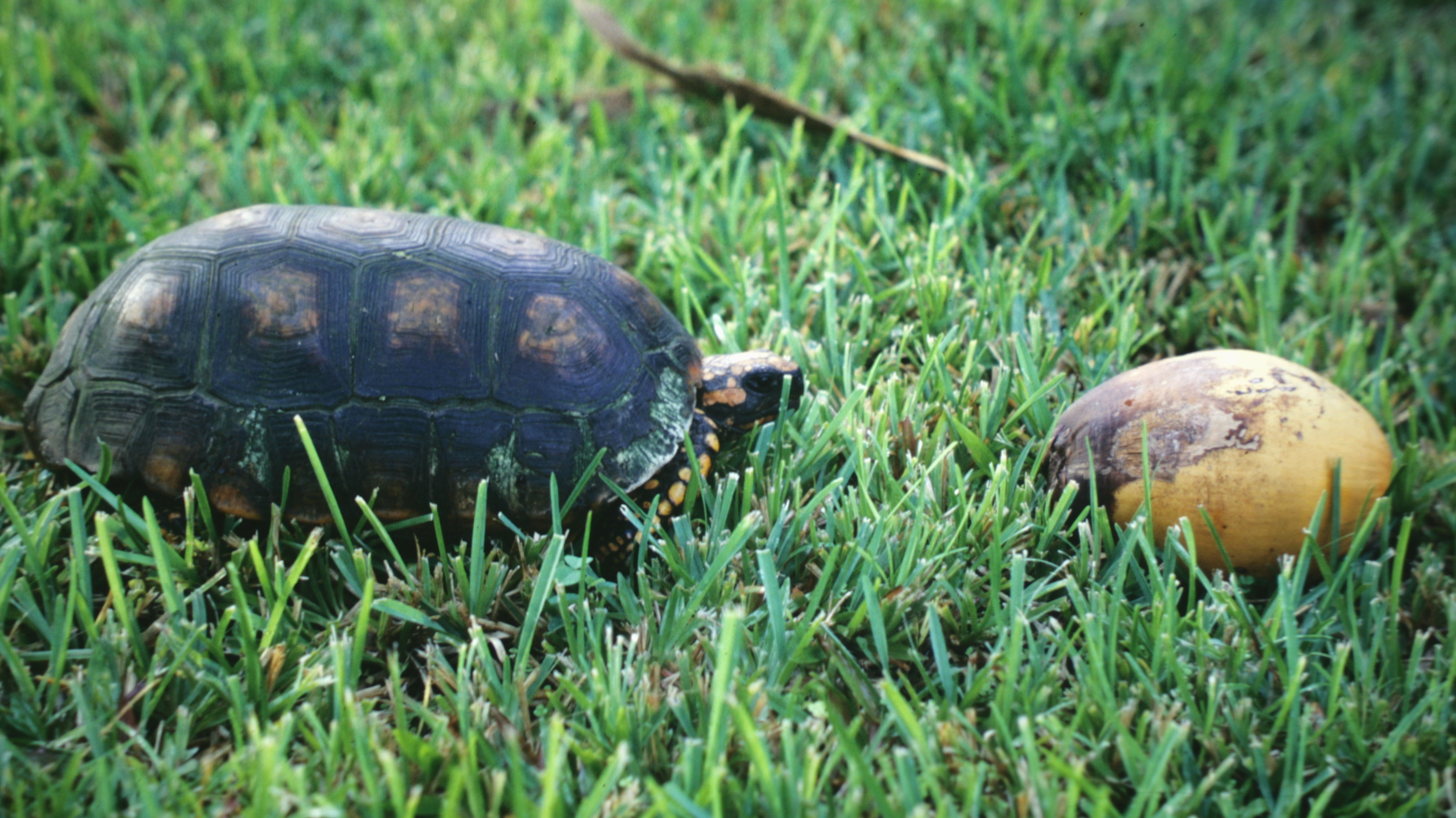